# Axel Pons
Axel Pons (Barcelona, 1991. április 19. –) spanyol motorversenyző, Sito Pons fia. Jelenleg a MotoGP Moto2-es géposztályában versenyez.

## Karrierje
A sorozatban 2008-ban mutatkozott be, a nyolcadliteres géposztályban. Ekkor három futamon indult, pontot nem szerzett. 2009-re teljes szezonra szóló szerződést kapott a Pepe Racingtől, már a 250-esek között. Csapattársa Héctor Barberá. Az indianapolisi versenyen megszerezte első pontjait, a tizennegyedik helyen végzett.
2010 óta a negyedliteres géposztály helyébe lépő új középső kategória, a Moto2 tagja. Első éveiben alig-alig tudott pontot szerezni, azonban 2014 végén már huszonnyolc egység állt a neve mellett.

## Pályafutása statisztikái
| Szezon   | Kategória | Motor      | V   | Gy | D | Pole | L.kör | Pont | Poz. |
| -------- | --------- | ---------- | --- | -- | - | ---- | ----- | ---- | ---- |
| 2008     | 125 cm³   | Aprilia    | 3   | 0  | 0 | 0    | 0     | 0    | HN   |
| 2009     | 250 cm³   | Aprilia    | 16  | 0  | 0 | 0    | 0     | 3    | 26.  |
| 2010     | Moto2     | Pons Kalex | 14  | 0  | 0 | 0    | 0     | 7    | 33,  |
| 2011     | Moto2     | Pons Kalex | 12  | 0  | 0 | 0    | 0     | 1    | 32.  |
| 2012     | Moto2     | Kalex      | 17  | 0  | 0 | 0    | 0     | 11   | 24.  |
| 2013     | Moto2     | Kalex      | 17  | 0  | 0 | 0    | 0     | 6    | 25.  |
| 2014     | Moto2     | Kalex      | 17  | 0  | 0 | 0    | 0     | 28   | 23.  |
| 2015     | Moto2     | Kalex      | 6   | 0  | 0 | 0    | 0     | 8    | 22.  |
| Összesen |           |            | 102 | 0  | 0 | 0    | 0     | 64   |      |

## Teljes MotoGP-eredménylistája
(Táblázat értelmezése)

(Félkövér: pole-pozícióból indult; dőlt: leggyorsabb kört futott) 

| Év   | Géposztály | Motor      | 1      | 2      | 3      | 4      | 5      | 6      | 7      | 8      | 9      | 10     | 11     | 12     | 13     | 14     | 15     | 16     | 17     | 18     | Helyezés | Pont |
| ---- | ---------- | ---------- | ------ | ------ | ------ | ------ | ------ | ------ | ------ | ------ | ------ | ------ | ------ | ------ | ------ | ------ | ------ | ------ | ------ | ------ | -------- | ---- |
| 2008 | 125 cm³    | Aprilia    | QAT    | SPA Ki | POR 26 | CHN    | FRA    | ITA    | CAT Ki | GBR    | NED    | GER    | CZE    | RSM    | INP    | JPN    | AUS    | MAL    | VAL    |        | -        | 0    |
| 2009 | 250 cm³    | Aprilia    | QAT Ki | JPN Ki | SPA Ki | FRA Ki | ITA 17 | CAT 16 | NED Ki | GER 16 | GBR 20 | CZE 16 | INP 14 | SMR 16 | POR 15 | AUS Ki | MAL Ki | VAL Ki |        |        | 26.      | 3    |
| 2010 | Moto2      | Pons Kalex | QAT Ki | SPA 19 | FRA Ki | ITA Ki | GBR 23 | NED NI | CAT NI | GER NI | CZE 25 | INP 14 | SMR 18 | ARA Ki | JPN 17 | MAL 17 | AUS 14 | POR 13 | VAL Ki |        | 33.      | 7    |
| 2011 | Moto2      | Pons Kalex | QAT 16 | SPA Ki | POR 15 | FRA Ki | CAT Ki | GBR Ki | NED Ki | ITA NK | GER 22 | CZE 24 | INP NI | SMR NI | ARA NI | JPN Ki | AUS 19 | MAL Ki | VAL NI |        | 32.      | 1    |
| 2012 | Moto2      | Kalex      | QAT 22 | SPA 18 | POR Ki | FRA 16 | CAT 22 | GBR Ki | NED Ki | GER Ki | ITA Ki | IND 21 | CZE 15 | RSM 17 | ARA 16 | JPN 9  | MAL 13 | AUS Ki | VAL 20 |        | 24.      | 11   |
| 2013 | Moto2      | Kalex      | QAT Ki | AME 16 | SPA Ki | FRA Ki | ITA Ki | CAT 14 | NED 21 | GER 15 | IND Ki | CZE 20 | GBR 21 | RSM 17 | ARA 16 | MAL Ki | AUS 24 | JPN 13 | VAL 20 |        | 25.      | 6    |
| 2014 | Moto2      | Kalex      | QAT Ki | AME 19 | ARG 26 | SPA 16 | FRA Ki | ITA 15 | CAT 8  | NED Ki | GER 15 | IND 16 | CZE 11 | GBR 10 | RSM 9  | ARA Ki | JPN Ki | AUS Ni | MAL Ki | VAL Ki | 23.      | 28   |
| 2015 | Moto2      | Kalex      | QAT Ki | AME Ni | ARG    | SPA Ki | FRA 15 | ITA 9  | CAT Ki | NED 22 | GER 15 | IND 7  | CZE 17 | GBR 15 | RSM 11 | ARA 12 | JPN Ki | AUS 24 | MAL 11 | VAL 8  | 19.      | 41   |
| 2016 | Moto2      | Kalex      | QAT Ki | ARG 8  | AME 22 | SPA Ki | FRA 7  | ITA 6  | CAT 9  | NED    | GER    | AUT    | CZE    | GBR    | RSM    | ARA    | JPN    | AUS    | MAL    | VAL    | 12.*     | 34*  |

* A szezon jelenleg is zajlik